# Annette Leßmöllmann

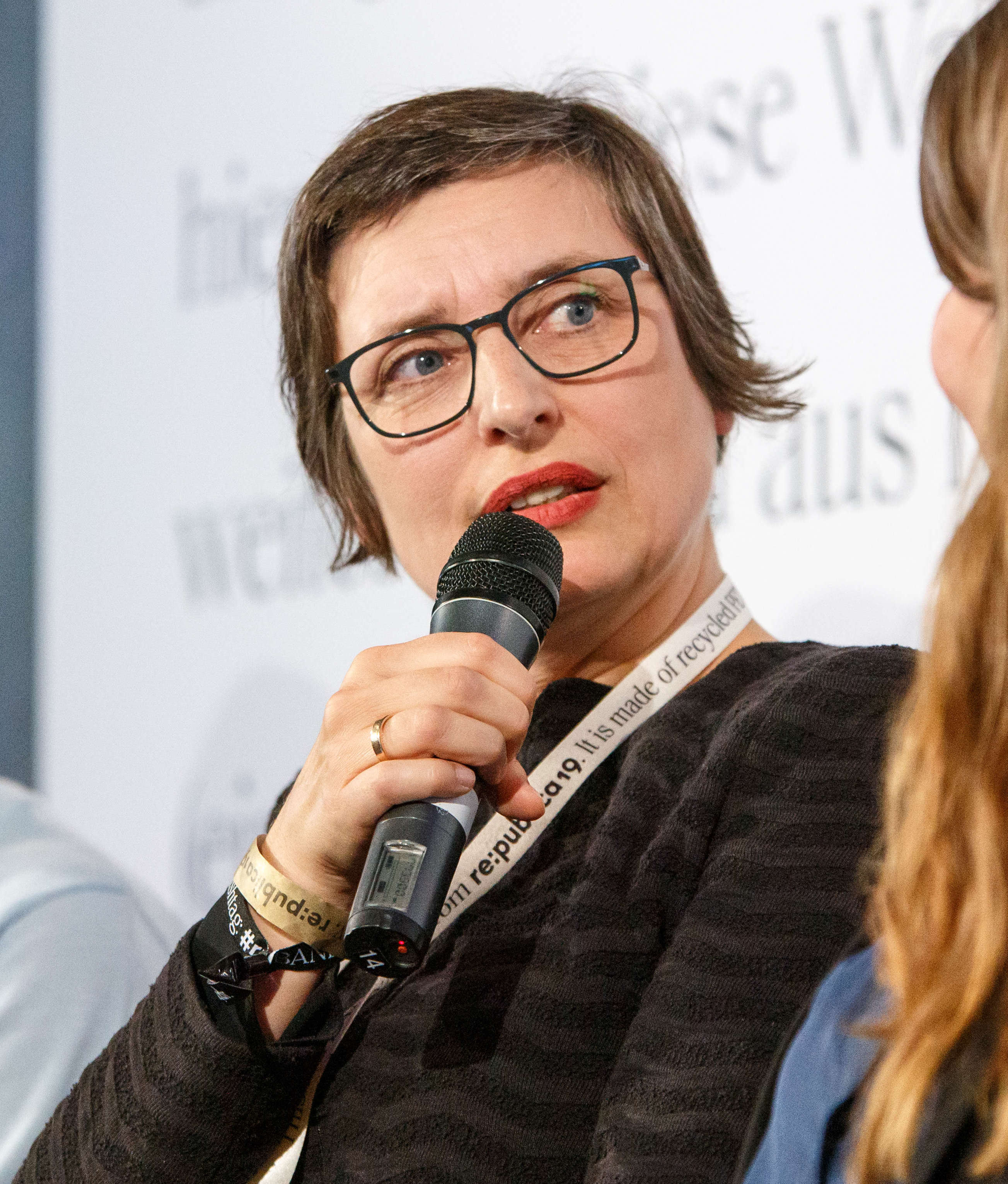
Annette Leßmöllmann, 2019

Annette Leßmöllmann (* 1968 in Groß-Gerau) ist eine deutsche Linguistin und Wissenschaftsjournalistin.

## Leben
Nach einem Aufenthalt in Madrid studierte Leßmöllmann ab 1989 an der Universität Wien und der Humboldt-Universität Berlin Sprachwissenschaft, Philosophie und Geschichte. Während ihres Studiums arbeitete sie als freie Mitarbeiterin und Autorin u. a. für n-tv und für die Frankfurter Rundschau. Im Anschluss an ihren Magister 1996 erhielt sie eine Stelle als Wissenschaftliche Mitarbeiterin im DFG-Projekt „Axiomatik räumlicher Konzepte“ der Universität Hamburg. 1998 wechselte sie ins dortige Graduiertenkolleg für Kognitionswissenschaft, das sie 2000 mit einer Dissertation über Formadjektive und Formkonzepte abschloss. Nach ihrer Promotion war sie zunächst als Online-Redakteurin tätig und nahm nach dem Platzen der Internet-Blase Lehraufträge an den Universitäten Hamburg und Magdeburg, dem Northern Institute of Technology, der FH Nordakademie Elmshorn und der Hochschule Darmstadt wahr. 2004 wurde sie Redakteurin für die Spektrum-der-Wissenschaft-Zeitschrift Gehirn&Geist.
Annette Leßmöllmann war vom 1. September 2006 bis zum 31. August 2013 Professorin für Journalistik mit dem Schwerpunkt Wissenschaftsjournalismus an der Hochschule Darmstadt. Zum 1. September 2013 übernahm sie die Professur für Wissenschaftskommunikation und Linguistik am Karlsruher Institut für Technologie (KIT).

## Publikationen
- Warum der Ball rund ist: eine linguistische Analyse von Formadjektiven. VDM, Müller, Saarbrücken 2007. ISBN 978-3-8364-1978-9.